# بئر عبيدو
بئر عبيدو قرية سوريّة تتبع إداريّاً لمحافظة حلب منطقة عين العرب ناحية صرين، بلغ تعداد سكانها 200 نسمة حسب التعداد السكاني لعام 2004.